# Demryc
Demryc (Temritz, Demritz) – śląski i górnołużycki herb szlachecki. Podstawowy wariant herbu (Demryc I) określony został przez Juliusza Karola Ostrowskiego jako odmiana herbu Leliwa, warianty II i III uznawane przez niektórych heraldyków niemieckich za odmianę herbu Drzewica.

## Opis herbu
Juliusz Karol Ostrowski wymienia trzy warianty tego herbu (blazonowane zostały tylko dwa pierwsze, wariant trzeci przedstawiony tylko w formie wizerunku):
Demryc I (Temritz, Demritz cz. Leliwa odm.): W polu błękitnym między rogami złotego półksiężyca złota sześciopromienna gwiazda. Nad hełmem w koronie między dwiema chorągwiami w błękitne i srebrne poprzeczne pasy trzy pióra strusie złote między błękitnymi. Labry błękitne podbite złotem.
Demryc II: W polu błękitnym nad i pod półksiężycem złotym rogami do góry - sześciopromienna gwiazda złota. Nad hełmem w koronie ręka zbrojna z mieczem. Labry błękitne podbite złotem.
Demryc III: W polu błękitnym nad i pod półksiężycem złotym rogami do góry - sześciopromienna gwiazda złota. Nad hełmem w koronie trzy pióra strusie złote między błękitnymi. Labry błękitne podbite złotem.
Wariant I wspominany także przez Hefnera.

## Najwcześniejsze wzmianki
Według Ostrowskiego herb rodziny polskiego pochodzenia na Śląsku.

## Rodzina Demritz
Według Ernsta Heinricha Kneschke stary śląski i górnołużycki ród szlachecki, który miał zaliczać się do Leliwitów. Z rodziny tej wymienia on Radslausa Demritza (Radosława Demritza) w roku 1287 przy księciu wrocławskim Henryku IV Probusie. Andreas von Demritz miał być żonaty w 1530 z jedną z von Blanckensteinów, a Christoph von Temritz w roku 1626 miał być właścicielem dóbr rycerskich Stäbchen w świdnickiem. W Górnych Łużycach, w których leżały dobra Temritz, Temmritz koło Budziszyna, rodzina ta miała pisać się głównie z Diehsa w powiecie Görlitz. W rękach rodziny znajdować się miało także Colmen i Oelsa (1592), Heinewalde koło Żytawy (1684). Na początku XVIII wieku ród miał wygasnąć w Łużycach (ostatnia wzmianka w 1714).

## Herbowni
Jedna rodzina herbownych (herb własny):
Daemritz, Demryc, Demritz, Temritz, Themritz.